# مایکل اسکات (اداره)
مایکل اسکات (انگلیسی: Michael Scott) یک شخصیت خیالی در مجموعه تلویزیونی اداره از شبکه ان‌بی‌سی است که توسط استیو کرل بازی می‌شود. مایکل اسکات شخصیت اصلی مجموعه است. او از فصل ۱ تا ۷ مدیر منطقه‌ای شعبه اسکرانتون شرکت داندر میفلین بود. مایکل شخصیتی شوخ‌طبع دارد که بیشتر اوقات همکارانش به شوخی‌های او نمی‌خندند همچنین دارای شخصیتی حسود و بعضاً لجباز را دارا هست همچنین او انسانی هست که در بیشتر قسمت‌های سریال دارای شخصیتی تنها است.بسیار علاقه دارد تا با زن‌ها دوست شود، ازدواج کند و بچه دار شود و همیشه درجلساتی که با کارمندانش برگزار می‌کند می‌خواهد حرف حق با او باشد دوست دارد  زیاد مورد توجه باشد اما با این حال عمیقا مایکل اسکات دارای شخصیتی مهربان هست.مایکل از این متنفر هست  که همکارانش در مقابل چشمان او از کسی دیگر به ویژه تازه‌کار تعریف و تمجید کنند او از توبی فلندرسون متنفر است و حتی نمی تواند او را برای یک دقیقه تحمل کند همچنین از انتقاد هم متنفر است

## تولید
در نسخه آمریکایی، تمام شخصیت‌های اصلی سریال به همان شکلی که بودند، تطبیق داده شدند. تریسی مک‌لافلین، برنامه‌نویس NBC، پل گیاماتی را به تهیه‌کننده بن سیلورمن برای نقش مایکل اسکات پیشنهاد کرد، اما این بازیگر این پیشنهاد را رد کرد. به گزارشاتی، مارتین شورت، هنک آزاریا و باب اودنکِرک نیز علاقه‌مند بودند و اودنکِرک در آزمون حضور داشت. در ژانویه ۲۰۰۴، مجله Variety گزارش داد که استیو کارِل از برنامه محبوب Comedy Central به نام The Daily Show with Jon Stewart، در مذاکرات برای بازی در این نقش شرکت کرد.
پل راد به استیو کارِل توصیه کرد که نسخه آمریکایی از سریال The Office هرگز به اندازه نسخه بریتانیایی خوب نخواهد بود. با این حال، Come to Papa به سرعت لغو شد و این اجازه را به کارِل داد تا به The Office متعهد شود. اودنکِرک در نقش کوتاهی به عنوان یک مدیر دفتر، یادآور اسکات، در این سریال حضور پیدا کرد. کارِل بعدها اظهار کرد که فقط حدود نیمی از قسمت نخست پیلوت سریال بریتانیایی را قبل از آزمون دیده بود.او از ترس اینکه مبادا شروع به کپی برداری از شخصیت پردازی های ریکی جرویز کند به تماشای فیلم ادامه نداد. در تفسیر صوتی اپیزود آزمایشی، کارگردان کن کواپیس می‌گوید که ناآشنایی کارل با نسخه بریتانیایی The Office و تجربه همکاری آنها در تماشای الی باعث شد که او به عنوان اسکات انتخاب شود.
استنلی توچی، فیلیپ سیمور هافمن، برونو کربی، تیم بلیک نلسون، استفن کولبرت، دیوید هرمان، مایک وایت، گرگ کینیر، دیوید کراس، راب اشنایدر و نوآ امریش، در میان دیگران، به نقش اسکات علاقه‌مند بودند اما آن را رد کردند.
ریک مورانیس، دن آیکروید، یوجین لوی، دن کاستلانتا، دیوید کوچنر (که در نهایت نقش فرعی تاد پکر را بازی کرد)، دیوید آرکت، ریچارد کیند، رابرت تاونسند، استیو بوشمی، کریستوفر گست، کوین نیلون، دیو فولی، اوون ویلسون، جیسون لی، متیو برودریک، جان فاورو، ویلیام اچ میسی و جان سی. ریلی نیز برای نقش اسکات مورد بررسی قرار گرفتند. لوئیس سی.کی. همچنین برای این نقش مطالعه کرد، اما به دلیل قرارداد با شبکه CBS قادر به دریافت نقش نشد.
دو نقش فرعی در فیلم‌ها به جلب توجه مخاطبان کمک کرد: در "بروس متعال"، کارل نقش ایوان باکستر (رقیب متکبر شخصیت جیم کری) را بازی می‌کند که در حین گویندگی خبرها، پاداشی طنزآمیز را دریافت می‌کند. در "مذاکره‌گر خبری: افسانه ران برگاندی"، کارل نقش شخصیت دیگری از جمله هواشناس کند ذهن به نام بریک تاملند را ایفا می‌کند. اگرچه سریال با رتبه‌بندی متوسطی آغاز شد، شبکه NBC آن را به دلیل پیش‌بینی موفقیت فیلم "ورجین ۴۰ ساله" با بازی کارل، برای فصل بعدی تمدید کرد و سپس این سریال موفقیتی در رتبه‌بندی‌ها به دست آورد. کارل برای این نقش، در سال ۲۰۰۶ جایزه گلدن گلوب و جایزه انجمن منتقدان تلویزیونی را به دست آورد. همچنین، برای کارش در این سریال، در سال‌های ۲۰۰۶، ۲۰۰۷ و ۲۰۱۱ نامزدی دریافت نمود. اگرچه "ورجین ۴۰ ساله" موفقیتی غافلگیرکننده بود، کارل در یک مصاحبه با Entertainment Weekly اعلام کرده بود که هیچ نقطه زمانی برای ترک "The Office" را در نظر ندارد. با این حال، در یک مصاحبه در برنامه بررسی فیلم رادیویی BBC 5 Live، او اظهار نمود که پس از پایان قراردادش در فصل ۷، حضورش در این سریال احتمالاً به پایان خواهد رسید. این ادعا در تاریخ ۲۸ ژوئن ۲۰۱۰ تأیید شد، زمانی که کارل اعلام کرد در فصل هفتم این سریال به عنوان آخرین فصلش با انقضای قراردادش با شبکه NBC خواهد بود.

## اطلاعات شخصیت و پیشینه

### زندگینامه
مایکل گری اسکات در تاریخ 15 مارس 1965 در اسکرانتون، پنسیلوانیا به دنیا آمد. وی از یک دوران کودکی دشوار و تنهایی عبور کرد. در قسمت اول سریال، به وجود برادری اشاره می‌کند. مایکل در دوران تحصیل ابتدایی با مشکلاتی مواجه شد، که در قسمت "داندر میفلین بی‌نهایتی" به نمایش گذاشته می‌شود؛ مایکل در آن قسمت به گروه فیلمبرداری می‌گوید که از کلاس دوم عقب افتاده است. همچنین در قسمت "روز تنوع"، ادعا می‌کند که از نژاد انگلیسی، ایرلندی، آلمانی و اسکاتلندی است. او همچنین می‌گوید که "دو پنجم" بومی آمریکایی است. مایکل به وجود ناپدری به نام جف اشاره کرده است که او نسبت به او نفرت دارد. در قسمت "Nepotism"، آشکار می‌شود که مایکل یک خواهر ناتنی داشته است و به مدت 15 سال از او جدا شده بود. به عنوان نتیجه‌ای از تجدید دیدار آن‌ها، مایکل برادرزاده خود به نام لوک را به عنوان کارآموزی در دفتر استخدام می‌کند، اما در نهایت با لوک ناکارآمد و بی‌ادب روبرو می‌شود و در نهایت او را در مقابل همه اعضای دفتر مجازات می‌کند، که منجر به گریه لوک و ترک او می‌شود.
در قسمت "روز دخترت را به کار ببر"، مایکل ادعا می‌کند که او یک ستاره کودک در یک برنامه کودکانه به نام فاندل باندل بوده است. با این حال، مشخص می‌شود که او به سادگی به عنوان یکی از کودکان مهمان در برنامه ظاهر شده است. در ضبط قدیمی‌ای که در حال پخش است، او در مورد آنچه که وقتی بزرگ شد می‌خواهد صحبت می‌کند: ازدواج کند، بچه‌هایی داشته باشد تا بتواند دوستان زیادی داشته باشد و هیچ‌کس نتواند دوستی او را رد کند. مایکل به کالج نرفت، زیرا پول شهریه خود را در یک شرکت هرمی از دست داد.
مایکل در اوایل دهه ۱۹۹۰ به عنوان یک فروشنده در داندر میفلین شروع به کار کرد. او لوح و گواهینامه "فروشنده برتر سال" را در سال‌های ۱۹۹۶ و ۱۹۹۷ به نمایش می‌گذارد. دوایت همچنین در یک صحنه حذف شده از قسمت "کودتا" او را به خاطر کسب جوایز متوالی به عنوان بهترین فروشنده تحسین می‌کند. در قسمت "دو هفته"، او ادعا می‌کند نصف مشتریان شعبه اسکرانتون را به دست آورده است. در قسمت "مشتری"، او مدیر سابق خود، جان لوینسون-گولد را با به دست آوردن یک مشتری مهم از طریق روش‌های یکم نامتعارف تحت تأثیر قرار می‌دهد. پم هالپرت و رایان هاوارد نیز از تماشای فروش و مذاکره او برای قراردادهای خود در شرکت کاغذ مایکل اسکات تحت تأثیر قرار می‌گیرند. حتی جیم هالپرت اذعان می‌کند که ممکن است هیچ‌وقت به همان اندازه مایکل در "کوی پاند" فروشنده خوبی نشود.
در یک گفتگو صادقانه در قسمت "آتش"، مایکل به رایان می‌گوید که او فروشنده شد زیرا دوست داشت ، دوستانی پیدا کند. پس از ترقی به عنوان مدیر منطقه در سنین جوانی، او روابط کاری را به عنوان دوستی‌های شخصی تعبیر می‌کند. به نظر می‌رسد او روابط کمی خارج از دفتر دارد.
در تعاملاتش با شخصیت‌های دیگر، مایکل سطحی، بی‌تفاوت، ناآگاه و ناآشنا به قوانین اجتماعی پایه است. او نمی‌تواند درک کند که چرا اشتیاق او را به درک نمی کنند. مایکل باور دارد که یک محل کار باید "جایی باشد که رویاها به واقعیت تبدیل شوند".
او به شرکت وفادار است و صادقانه سعی می کند به کارمندانش در زمانی که فکر می کند مشکلی دارند کمک کند. مایکل 9,986,000 دقیقه در داندر میفلین (تا "آخرین دودی های مایکل") بوده است، به این معنی که او از آوریل 1992 در آنجا کار کرده است.
تمایل دائمی مایکل برای قرار گرفتن در مرکز توجه اغلب خود را در رفتار خودخواهانه نشان می دهد. به عنوان مثال، وقتی پایش را در «جراحت» می سوزاند، با وجود ضربه مغزی شدیدتر دوایت، انتظار دارد که پم و رایان به نیازهای او توجه کنند. هنگامی که به "عروسی فیلیس" دعوت می شود، شرکت او را نقطه اوج مراسم می داند. زمانی که پدر سالخورده فیلیس او را از صحنه بیدار می کند، خرخر می کند و در نهایت نان تست توهین آمیزی و بیش از حد آشنا می دهد که باعث می شود او به کلی از پذیرایی منع شود. تمایل او به دوست داشتن اغلب او را به اتخاذ تصمیمات نابخردانه یا وعده های غیرقابل اجرا بدون در نظر گرفتن عواقب سوق می دهد، اما زمانی که منجر به عواقب نامطلوب می شود، از آن عقب نشینی می کند. به نظر می رسد مایکل بر لحظاتی از همدردی یا متمدن بودن که توسط همکارانش (عمدتا جیم) متوجه او می شود، تأکید می کند و اهمیت آنها را برای جبران تنهایی خود افزایش می دهد.
مایکل نسبت به امور مالی خود بی‌مسئولیت می‌کند، و در یک نقطه آنقدر بدهی دارد که مجبور می‌شود شغل دومی را به عنوان بازاریاب تلفنی انتخاب کند. اسکار نموداری از عادات خرج کردن مایکل تهیه می کند و او را به خاطر خرج کردن پول زیاد برای چیزهایی که «هیچ کس به آنها نیاز ندارد» مانند مجموعه های جادویی و تجهیزات حرفه ای ماهیگیری باس سرزنش می کند. در نهایت، مایکل مجبور به اعلام ورشکستگی می شود (که فکر می کند فقط باید بایستد و فریاد بزند "اعلام ورشکستگی می کنم!")

به دلیل فقدان کلی عقل سلیم، مایکل می تواند در برابر سوء استفاده قابل توجهی از همسالان خود مقاومت کند و اغلب مورد شوخی قرار می گیرد. زمانی که مورد ظلم قرار می گیرد سریعاً توهین می شود و پاسخ او اغلب با آسیبی که متحمل می شود نامتناسب است. به همین ترتیب، هنگامی که ناخواسته مردم را آزار می دهد، عذرخواهی می کند. بارزترین نمونه آن در «شکار جادوگر همجنس‌گرا» است، زمانی که او بعد از اینکه متوجه شد استفاده‌اش از اصطلاح «فاگی» احساسات اسکار را جریحه دار کرد، گریه می‌کند. حتی با وجود اینکه او به طور کلی از انتقاد، تمسخر و طعنه غافل است، مایکل محدودیت‌هایی برای صبر خود دارد و میزان توهینی را که واقعاً می‌تواند تصدیق کند زیر سوال می‌برد (طلب احترام حرفه‌ای از استنلی هادسون در «آیا من لکنت دارم؟» یا ایستادن در برابر کارمندان به نفع هالی در "اخلاق تجاری").
- مشارکت‌کنندگان ویکی‌پدیا. «Michael Scott (The Office)». در دانشنامهٔ ویکی‌پدیای انگلیسی، بازبینی‌شده در ۲۴ ژوئن ۲۰۲۱.